# Shin Man-Taek

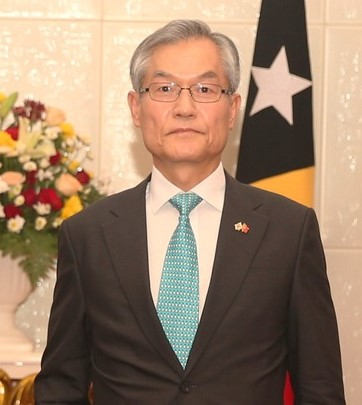
Shin Man-Taek (2023)

Shin Man-Taek (* 13. Februar 1959) ist ein südkoreanischer Diplomat und Soldat.

## Werdegang
1982 machte Shin seinen Abschluss an der Militärakademie Koreas und 1993 an der Kyung-Nam-Universität in Changwon.
2008 wurde Shin kommandierender General der Kadetten an der Militärakademie Koreas, 2009 befehlshabender General für Personaloperationen im Hauptquartier der Armee, 2011 kommandierender General der Unterstützungsdivision und 2012 Kommandeur der Unteroffiziersakademie des Heeres. Im November 2014 wurde er als Generalmajor pensioniert.
Im Januar darauf wurde Shin erster Präsident des Outplacement Training Institute des Verteidigungsministeriums, ab 2018 war er Gastprofessor an der Militärakademie Korea, ab Juni 2020 Vorsitzender des Unterausschusses für die Politik für entlassene Soldaten im Ministerium für Patrioten und Veteranenangelegenheiten und ab September Mitglied des Beratungsausschusses für Bestattungsberechtigung des Ministeriums.
Im Januar 2023 wurde Shin zum südkoreanischen Botschafter in Osttimor ernannt. Seine Akkreditierung übergab Shin am 1. Februar 2023 an Osttimors Präsidenten José Ramos-Horta.

## Auszeichnungen
2007 erhielt Shin eine Ehrung durch den Präsidenten und 2014 die Cheonsu-Medaille des Ordens für Verdienste um die nationale Sicherheit.